# Ligne d'Épernay à Reims
La ligne d'Épernay à Reims est une ligne de chemin de fer française d'une longueur de 30 km établie dans le département de la Marne.
Ouverte en 1854 par la Compagnie des chemins de fer de l'Est, la ligne assure la desserte de Reims et des Ardennes depuis Paris, mais avec l'ouverture complète de la ligne de Trilport à Bazoches en 1894, axe plus court de 17 kilomètres entre Paris et Reims qui accueille alors l'essentiel du trafic, elle reste cantonnée dans son rôle de desserte locale jusqu'à la fin des années 1950. Son électrification en complément de la ligne de Paris-Est à Strasbourg-Ville en fait la voie de desserte principale de Reims et des Ardennes en traction électrique depuis Paris, remplaçant de fait la ligne de Trilport à Bazoches, qui demeure non électrifiée et perd alors à son tour l'essentiel de son trafic. Mais la ligne d'Épernay à Reims perd de nouveau son trafic de grandes lignes lors de l'ouverture de la LGV Est européenne en 2007, les TGV n'en empruntant plus qu'un court tronçon entre la ligne à grande vitesse et Reims.
Elle constitue la ligne no 074 000 du réseau ferré national.

## Historique

### Chronologie
- 1854 : mise en service de la ligne à double voie ;
- 1943 : suppression de la seconde voie par l'armée d'occupation ;
- 1962 : électrification en courant monophasé 25 kV – 50 Hz ;
- 2007 : mise en service d'une double voie en partance du raccordement LGV près de la gare de Trois-Puits à Reims.

### Une voie unique champenoise à grand trafic
La loi du 19 juillet 1845 autorise le ministre des Travaux publics à procéder à l'adjudication d'un chemin de fer de Paris à Strasbourg avec embranchement sur Reims d'une part, et sur Metz et la frontière de Prusse vers Saarbruck d'autre part.

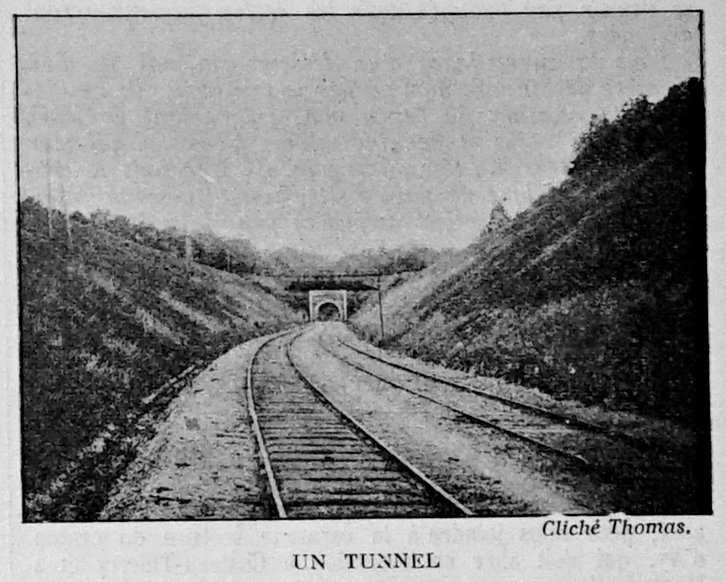
Tunnel depuis Germaine.

La construction et la concession de la ligne de Paris à Strasbourg et de ses deux embranchements sont adjugées le 25 novembre 1845 à Messieurs Despens de Cubières, de Pellapra, duc de Galliera et Blacque-Belair. Cette adjudication est approuvée par ordonnance royale le 27 novembre 1845. Le 15 décembre 1845 est créée la Compagnie du chemin de fer de Paris à Strasbourg. Cette compagnie est agréée par ordonnance royale du 17 décembre 1845, qui valide dans le même temps le transfert de la concession à la compagnie. Cette compagnie prend le nom de Compagnie des chemins de fer de l'Est le 21 janvier 1854.

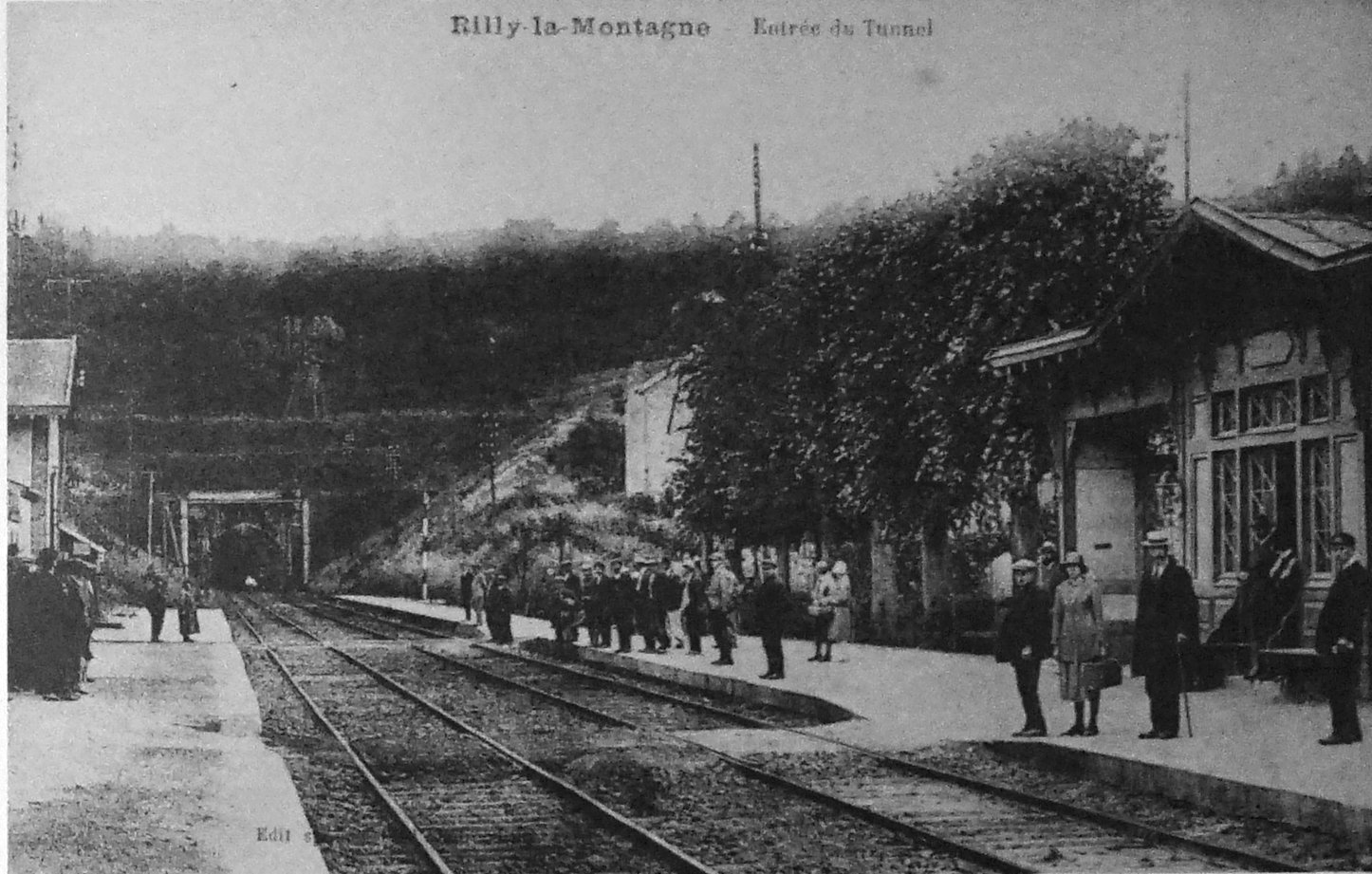
Tunnel depuis Rilly.

La ligne d'Épernay à Reims n'est longue que d'une trentaine de kilomètres, mais elle impose des travaux d'envergure : la canalisation partielle du cours de la Marne avec suppression d'une île et aménagement d'une boucle, et le forage d'un tunnel de plus de trois kilomètres afin de franchir la montagne de Reims, dans des terrains calcaires et crayeux. La ligne est ouverte à l'exploitation au service des voyageurs le 5 juin 1854, alors qu'un accident lors du creusement du tunnel reliant Rilly-la-Montagne à Germaine a fait onze morts parmi des maçons creusois.
La ligne connaît des destructions durant chaque guerre : en septembre 1870, pour tenter de contrecarrer l'avancée des troupes prussiennes, la tête sud du tunnel de Rilly est minée sur 31 mètres par les troupes françaises. Sa reconstruction nécessite treize mois de travail. Durant la Première Guerre mondiale, de 1915 à 1918, le pont sur la Marne est détruit, entravant le transport de troupes vers le front. Le tunnel est de nouveau pris pour cible durant la Seconde Guerre mondiale ; ses deux têtes sont détruites en mai et juin 1940. Le pont sur la Marne est de nouveau détruit par un bombardement le 28 août 1942. Enfin, la seconde voie est démontée par l'armée allemande durant l'été 1943, les matériaux étant expédiés outre-Rhin et le tunnel aménagé pour abriter des munitions et des missiles V1.

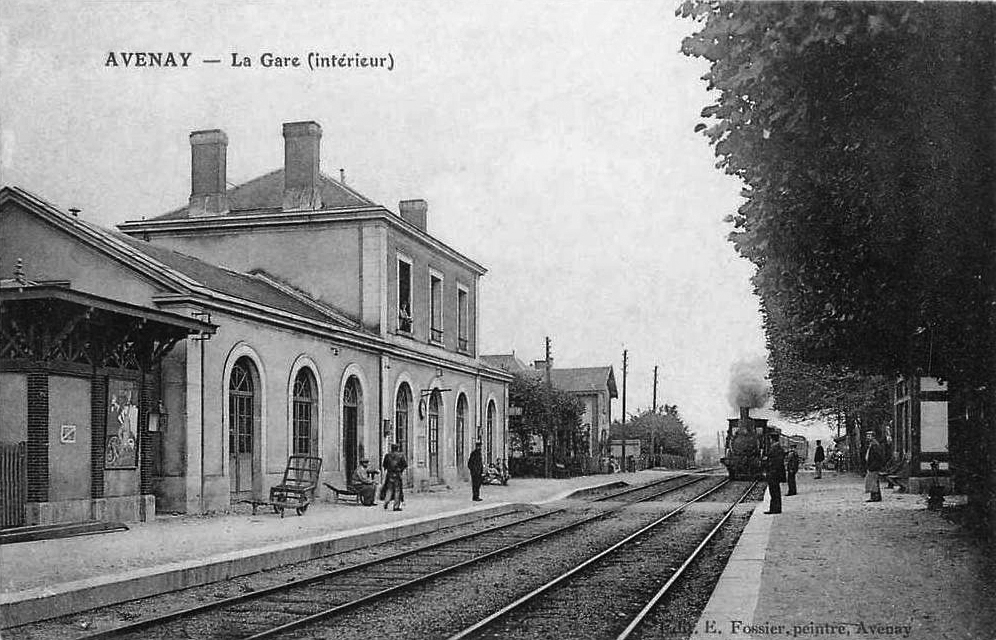
La gare d'Avenay au début du XXe siècle.

À la fin des années 1950, l'électrification de la ligne, afin d'assurer la desserte de Reims et des Ardennes en traction électrique, est prévue dans le cadre du projet « Est-Paris », prévoyant en particulier l'électrification en courant monophasé de la ligne de Paris-Est à Strasbourg-Ville. Dans ce cadre, d'importants travaux sont engagés en 1960 et 1961 afin de moderniser l'itinéraire. La double voie est rétablie d’Épernay à Ay avec banalisation ainsi que le raccordement direct, l'armement de la voie est intégralement renouvelé afin de passer la vitesse de fond de 100 à 120 km/h, quatre évitements performants sont créés, avec voies banalisées de 1 100 à 1 400 mètres de longueur, utilisables à pleine vitesse dans les deux sens, et le block automatique lumineux (BAL) est installé. Le trafic est géré grâce à une commande centralisée de la circulation assurée depuis le PC de Reims, opérationnel le 21 janvier 1962. La ligne est mise sous tension le 18 mai 1962.

### L'arrivée du TGV Est
La création de la LGV Est européenne, qui effleure le sud de l'agglomération rémoise, provoque plusieurs évolutions et modifie profondément le trafic de la ligne. Une nouvelle gare TGV, dénommée Champagne-Ardenne TGV et située à Bezannes, est créée sur la LGV au sud de Reims, à environ 2500 mètres à l'ouest de la ligne d'Épernay à Reims. La nouvelle halte TER de Franchet-d'Esperet est créée à proximité de la faculté de lettres. En outre, une seconde voie est posée entre la LGV et Reims afin de faire face à la hausse de trafic consécutive à la circulation des TGV se dirigeant vers Reims et de l'augmentation de l'offre TER. Enfin, un poste d'aiguillage informatique (PAI) remplace le poste Descubes de la gare de Reims datant de 1923. Avec l'ouverture de la LGV en juin 2007, les trains classiques Grandes Lignes disparaissent, remplacés par des TGV. Ces derniers rejoignent la ligne et la parcourent sur ses six derniers kilomètres avant Reims grâce à un raccordement au nord de la gare de Trois-Puits, qui permet aux trains de rejoindre la gare de Reims et au-delà, Charleville et Sedan par ligne classique.

## Caractéristiques

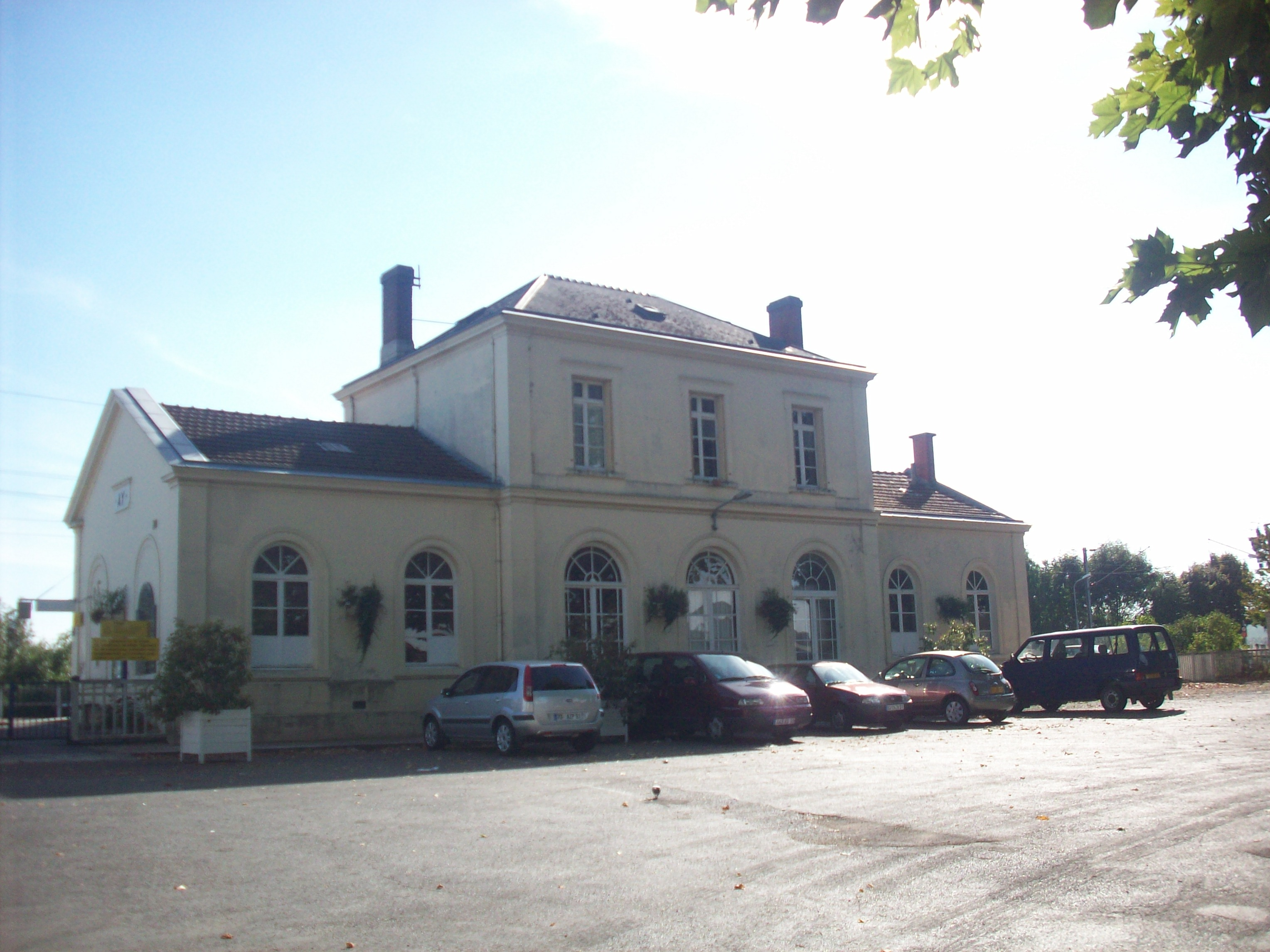
Le bâtiment des voyageurs de la gare d'Ay.

### Tracé
Située au cœur du vignoble de Champagne, la ligne se débranche de la ligne de Paris-Est à Strasbourg-Ville à l'est de la gare d'Épernay. Elle s'incurve alors vers le nord et franchit la Marne puis la montagne de Reims par le tunnel de Rilly-la-Montagne, d'une longueur de 3 441 mètres.
Constituée d'une double voie d'Épernay à Ay, et de Trois-Puits à Reims, elle est à voie unique sur le reste de son parcours. C'est une ligne au profil moyen en dos d'âne dont le point culminant se trouve à hauteur de Germaine (177 mètres) ; les déclivités atteignent 9 ‰. Le rayon des courbes ne descend pas en dessous de 750 m.

### Équipement
La ligne est électrifiée en 25 kV – 50 Hz monophasé, équipée du block automatique lumineux (BAL), du contrôle de vitesse par balises (KVB) et d'une liaison radio sol-train GSM-R.

### Vitesses limites
La vitesse limite de la ligne en 2014 pour tous types de trains est de 120 km/h mais les trains de certaines catégories, comme les trains de marchandises, sont soumis à des limites plus faibles.

### Gares desservies
La ligne permet de desservir les gares de Franchet d'Esperey, Reims Maison Blanche, Rilly-la-Montagne, Germaine, Avenay et d'Aÿ-Champagne.

## Exploitation
Lors de la nationalisation en 1938, la ligne voit circuler treize allers-retours omnibus quotidiens, avec emploi d'autorails De Dietrich, et seulement trois express dans le sens sud-nord.
Lors de l'électrification de la ligne en 1962, le trafic de grandes lignes repose sur quatre allers-retours Paris-Est – Reims – Charleville – Longwy – Luxembourg, tractés par des BB 16500. La desserte locale reste assurée par autorail. À la fin du XXe siècle, la ligne voit circuler une cinquantaine de trains quotidiens, dont neuf Paris – Reims – Charleville, onze TER Champagne-Ardenne et six à huit trains de fret.

## La ligne dans la littérature
La ligne est décrite dans un récit d'Henri Vincenot de la série des Voyages du professeur Lorgnon paru dans La Vie du Rail du 21 avril 1963 sous le titre « Une promenade en montagne de Reims » réédité en ̇1983 et en 2003 aux éditions Omnibus.